# Frederik D. Tunnat

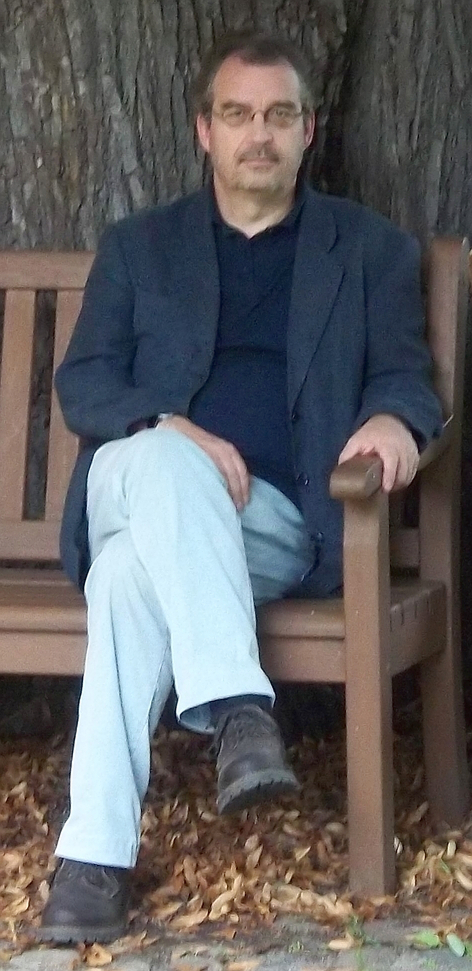
Frederik D. Tunnat (2019)

Frederik David Tunnat (* 3. August 1953 in Göttingen) ist ein deutscher Schriftsteller und Biograf.

## Leben und Werdegang
Tunnat ist ein Sohn des Kaufmanns Winfried Tunnat (* 1933) und der Geschäftsführerin Johanna Knoll, (geb. Helten, gesch. Tunnat) (1935–2019). Nach Scheidung seiner Eltern wuchs Tunnat bei den mütterlichen Großeltern in und bei Göttingen auf. Sein Großvater war Wilhelm Helten. Ab 10. Lebensjahr lebte Tunnat in Stuttgart und Herrenberg, nachdem seine Mutter den Möbel- und Textilunternehmer Robert Knoll (Walter Knoll und Vollmoeller AG) geheiratet hatte.
Tunnat absolvierte eine Lehre als Buchhändler und studierte Betriebswirtschaftslehre in Berlin und London, wo er ein MBA Diplom erlangte. Er war im Buchhandel und Verlagswesen tätig, zunächst für den Verlag Moritz Diesterweg. Es folgten Stationen beim Bibliographischen Institut & F. A. Brockhaus, Weka Group und der Bonnier-Mediengroup Stockholm. 1998 und 1999 lebte Tunnat in London; in den Jahren 1997, 2000 und 2001 bereiste er die USA und durchquerte das Land auf den Spuren Karl Gustav Vollmoellers, Walter und Robert Knolls. Anschließend begann Tunnat seine Laufbahn als Schriftsteller. Tunnat war mit Gunlind, geb. Pötter, eine Tochter von Günter Pötter, verheiratet. Die Ehe ist seit 1997 geschieden. Tunnat hat drei Kinder.

## Politisches Engagement
Tunnat begann sich in Folge der Kanzlerschaft von Willy Brandt in der SPD zu engagieren. Von 1972 bis 1983 war Tunnat Mitglied der SPD, u. a. im Landkreis Hildesheim, zeitweise als stellvertr. Ortsratsvorsteher und Kreistagsdelegierter politisch aktiv. Er stand während dieser Zeit dem damaligen Bundesminister Egon Franke und dem Gewerkschaftsführer Hermann Rappe nah, deren politisch-gesellschaftliche Positionen Tunnat damals teilte. Sein Parteiaustritt erfolgte Anfang 1983 in Folge des Nato-Doppelbeschlusses sowie des erzwungenen Rücktritts von Kanzler Helmut Schmidt. Nach Einführung von Hartz IV war er 2005 Mitbegründer des Vereins Pro Arbeit, der sich für Arbeitslose engagiert.

## Tätigkeit als Autor
Seit 2008 engagiert sich Tunnat für den Kultur- und Literaturaustausch innerhalb der EU, vornehmlich zwischen Litauen und Deutschland. In diesem Zusammenhang pendelte er bis 2016 zwischen Vilnius und Berlin, bevor er sich 2016 in Litauen niederließ. Seit 2009 ist Tunnat Mitglied der Dienstleistungsgewerkschaft Verdi und imVerband deutscher Schriftstellerinnen und Schriftsteller an.  Politische Beiträge veröffentlicht Tunnat im Europa.Blog von Jürgen Klute, sowie auf der eigenen Webseite und im Sammelband Ansichten. Aufsätze zu gesellschaftlichen, literarischen und politischen Themen.
Seine bisher veröffentlichten 24 Bücher, darunter Romane, Erzählungen, Biografien und autobiografische Werke, bilden die künstlerische Grundlage seines Wirkens. Sie spiegeln persönliche Erfahrungen, gesellschaftliche Beobachtungen und politische Überzeugungen wider, sind damit zentraler Zugang zu Tunnats Denken und Engagement. Tunnats Bücher stellen oft die Verbindung von literarischer Form mit politischer Aussage her. Seine politischen Essays, Aufsätze und öffentlichen Stellungnahmen zeigen seine aktive Auseinandersetzung mit aktuellen gesellschaftlichen und politischen Themen. Sie ergänzen sein literarisches Schaffen um die politische Dimension und verdeutlichen Tunnats Engagement für soziale Gerechtigkeit, Demokratie und internationale Zusammenarbeit. Tunnat veröffentlicht auch unter Pseudonym. Tunnats Biographien befassen sich zum Teil mit in Vergessenheit geratenen Persönlichkeiten, wie Maria Carmi oder Karl Gustav Vollmoeller. Die Biografie Marlene Dietrich – Vollmoellers blauer Engel beschreibt, wie Marlene Dietrich dank Vollmoeller zur Hauptrolle in Der blaue Engel kam, Begegnungen auf Sylt beschreibt private Begegnungen mit Personen der Zeitgeschichte. Toledo – Ein Tagebuch beschreibt Erlebnisse anlässlich von Reisen durch Spanien, Frankreich, den Maghreb, und die USA, unter anderem während der Terroranschläge am 11. September 2001. In der Erzählung Der Fluß aller Dinge arbeitet Tunnat seine gescheiterte Ehe sowie seine schicksalhafte Verstrickung in das Leben seines englischen Doppelgängers auf.
Tunnats auto/biografische Werke zeichnen sich dadurch aus, dass sie eine enge Verbindung zwischen persönlicher Lebensgeschichte und gesellschaftlich-politischem Kontext herstellen. In seinen Büchern verbindet er kunstvoll individuelle Erfahrungen mit politischen und sozialen Entwicklungen, wodurch seine Titel weit über reine Lebensbeschreibungen hinausreichen, indem sie gesellschaftliche Dynamiken reflektieren. Tunnat nutzt Auto/Biografien als Stilmittel, um politische Konflikte, soziale Ungerechtigkeiten und historische Ereignisse kritisch zu analysieren und damit zu hinterfragen. Seine Bücher sind infolgedessen nicht nur chronologisch, sondern stets literarisch gestaltet, was sie sowohl lebendig, als den Lesern leicht zugänglich macht.

## Veröffentlichungen (Auswahl)
- Der Fluss aller Dinge. Erzählungen. Edition Vendramin, Hamburg 2008, ISBN 978-3-940921-74-1.
- Karl Vollmoeller. Ein kosmopolitisches Leben im Zeichen des Mirakels. Tredition, Hamburg 2008, ISBN 978-3-86850-235-0.
- Karl Vollmoeller. Dichter und Kulturmanager. Eine Biographie. Tredition, Hamburg 2008; Neubearbeitung MBS, Rotterdam 2019, ISBN 978-94-6386-524-1.
- Maja – Aus dem Leben eines Maine Coon Kätzchens, Edition Vendramin, 2011, ISBN 978-1-4699-4051-9.
- Das Biedermeier-Sofa. Edition Vendramin, Berlin 2012, ISBN 978-1-4775-7383-9.
- Maja – Neue Katzengeschichten. Edition Vendramin, 2012.
- Leben als Gesamtkunstwerk: Richard Wagner und Karl Vollmoeller. Ein biografischer Essay. Edition Vendramin, Berlin 2013, ISBN 978-1-4801-9788-6.
- Harrison. Erzählung. Edition Vendramin, 2013, ISBN 978-1-4929-2161-5.
- Zug nach nirgendwo. Gesammelte Erzählungen. Edition Vendramin, Berlin 2014, ISBN 978-1-5023-8625-0.
- Onda – Aus dem Leben eines Irish Setter. Edition Vendramin, 2014, ISBN 978-1-5177-2784-0.
- Die edlen Herren von Rosdorf und ihre Seitenzweige: Miszellen zu ihrer Geschichte. Edition Vendramin, 2014, ISBN 978-1-4947-1009-5.
- Die Deutsche Gesellschaft 1914 und ihr Gründer. Edition Vendramin, Berlin 2014, ISBN 978-1-5031-3927-5.
- Marlene Dietrich. Vollmoellers blauer Engel. Edition Vendramin, Berlin 2014, ISBN 978-1-5010-2772-7.
- Toledo. Ein Tagebuch. Edition Vendramin, Berlin 2014, ISBN 978-1-5023-1128-3
- Begegnungen. Auf dem Zauberberg und anderswo: Thomas Mann, Annemarie Schwarzenbach, Rainer Maria Rilke, André Gide, Gabriele D’Annunzio, Hugo von Hofmannsthal u. a. Edition Vendramin, Berlin 2014, ISBN 978-1-5089-8199-2.
- Begegnungen. Auf Sylt und anderswo: Brigitte Bardot, Gunter Sachs, Horst Tappert, Corinna Harfouch, Mathias Richling, John F. Kennedy, Siegfried Unseld u. a. Edition Vendramin, Berlin 2014, ISBN 978-1-5023-7554-4.
- Begegnungen in Stuttgart und anderswo. Edition Vendramin 2015, ISBN  978-1-5177-2784-0.
- Maria Carmi. Europas erste Film- und Theaterdiva. Eine Biografie. Edition Vendramin, Berlin 2016, ISBN 978-1-5196-8696-1.
- Karl Vollmoeller: Aufsätze zu Leben und Werk. epubli, Berlin 2017, ISBN 978-3-7450-3197-3.
- Ansichten. Aufsätze zu gesellschaftlichen, literarischen und politischen Themen. epubli, Berlin 2021, ISBN 978-3-7531-7548-5.
- Begegnungen auf Sylt und anderswo: H.M. Ledig-Rowohlt, Lily Hildebrandt, Hans Ulrich Reichert, Alexander Koch, Philipp Albrecht Herzog von Württemberg u.a. Erw. u. akt. Neuausgabe, epubli, Berlin 2021, ISBN 978-3-7531-7608-6.
- Geschichte der edlen Herren von Rosdorf. Bd.II, Urkundenbuch, epubli, Berlin 2021, ISBN 978-3-7531-7431-0.
- Wolfgang Knußmann und seine Familie. Mainzer Handwerker und Fabrikanten im 18. und 19. Jahrhundert. 3. Aufl. epubli, Berlin 2022, ISBN 978-3-7565-0121-2.
- Meine fünf Leben: Memoiren, Bd.1. Edition Vendramin, epubli, Berlin 2024, ISBN 978-3-7598-0871-4.